# Capim Grosso (ort)
Capim Grosso är en ort i Brasilien.   Den ligger i kommunen Capim Grosso och delstaten Bahia, i den östra delen av landet, 1 000 km nordost om huvudstaden Brasília. Capim Grosso ligger 416 meter över havet och antalet invånare är 17 322.
Terrängen runt Capim Grosso är platt.
Omgivningarna runt Capim Grosso är huvudsakligen savann. Runt Capim Grosso är det ganska glesbefolkat, med 30 invånare per kvadratkilometer.